# Riccardo Carapellese
Riccardo Carapellese (1. červenec 1922 Cerignola, Italské království – 20. říjen 1995 Rapallo, Itálie) byl italský fotbalový útočník a trenér.
S fotbalem začínal v akademii v Turíně. Přes velkou konkurenci v klubu odešel do Spezie. Po válce se přidal k Milánu, kde hrál tři roky. Po tragédii Superga odešel hrát do slavného klubu své doby, který zahynul v letadle v roce 1949. V Turíně plnil roli kapitána a hrál zde do roku 1952. Poté hrál jeden rok v Juventusu, čtyři roky v Janově a dva roky v Catanii. Fotbalovou kariéru ukončil v roce 1962 jako hráč-trenér v Ternaně.
Za reprezentaci odehrál 16 utkání a vstřelil v nich 10 branek. První utkání odehrál a také první branku vstřelil proti Rakousku (1:5), 9. listopadu 1947. Zúčastnil se jako kapitán na MS 1950.

## Hráčská statistika
| Sezóna  | Klub     | Liga      | Liga   | Liga | Ligové poháry | Ligové poháry | Ligové poháry | Kontinentální poháry | Kontinentální poháry | Kontinentální poháry | Celkem | Celkem |
| Sezóna  | Klub     | Soutěž    | Zápasy | Góly | Soutěž        | Zápasy        | Góly          | Soutěž               | Zápasy               | Góly                 | Zápasy | Góly   |
| ------- | -------- | --------- | ------ | ---- | ------------- | ------------- | ------------- | -------------------- | -------------------- | -------------------- | ------ | ------ |
| 1942/43 | Spezia   | Serie B   | 19     | 3    | IP            | 1             | 0             | -                    | 0                    | 0                    | 20     | 3      |
| 1945/46 | Como     | 2. divize | 17     | 3    | -             | 0             | 0             | -                    | 0                    | 0                    | 17     | 3      |
| 1946/47 | Milán    | Serie A   | 36     | 20   | -             | 0             | 0             | -                    | 0                    | 0                    | 36     | 20     |
| 1947/48 | Milán    | Serie A   | 34     | 15   | -             | 0             | 0             | -                    | 0                    | 0                    | 34     | 15     |
| 1948/49 | Milán    | Serie A   | 36     | 17   | -             | 0             | 0             | -                    | 0                    | 0                    | 36     | 17     |
| 1949/50 | Turín    | Serie A   | 35     | 14   | -             | 0             | 0             | -                    | 0                    | 0                    | 35     | 14     |
| 1950/51 | Turín    | Serie A   | 32     | 8    | -             | 0             | 0             | -                    | 0                    | 0                    | 32     | 8      |
| 1951/52 | Turín    | Serie A   | 31     | 6    | -             | 0             | 0             | -                    | 0                    | 0                    | 31     | 6      |
| 1952/53 | Juventus | Serie A   | 17     | 9    | -             | 0             | 0             | -                    | 0                    | 0                    | 17     | 9      |
| 1953/54 | Janov    | Serie A   | 14     | 3    | -             | 0             | 0             | -                    | 0                    | 0                    | 14     | 3      |
| 1954/55 | Janov    | Serie A   | 29     | 4    | -             | 0             | 0             | -                    | 0                    | 0                    | 29     | 5      |
| 1955/56 | Janov    | Serie A   | 29     | 11   | -             | 0             | 0             | -                    | 0                    | 0                    | 29     | 11     |
| 1956/57 | Janov    | Serie A   | 22     | 4    | -             | 0             | 0             | -                    | 0                    | 0                    | 22     | 4      |
| 1957/58 | Catania  | Serie B   | 19     | 6    | -             | 0             | 0             | -                    | 0                    | 0                    | 19     | 6      |
| 1958/59 | Catania  | Serie B   | 11     | 3    | -             | 0             | 0             | -                    | 0                    | 0                    | 11     | 3      |
| Celkem  | Celkem   | Celkem    | 364    | 123  | -             | 1             | 0             | -                    | 0                    | 0                    | 365    | 123    |

## Hráčské úspěchy

### Reprezentační
- 1× na MS (1950)
- 1× na MP (1948–1953)